# 圣若瑟·古白定堂
圣若瑟·古白定堂（意大利语：Chiesa di San Giuseppe da Copertino）是一个罗马天主教教堂，位于意大利 罗马 Cecchignola 社区的 via dei Genieri 12号。

## 历史
该堂建于1956年，最初是圣马尔谷堂（Chiesa di San Marco Evangelista in Agro Laurentino）堂区驻地。Giuliano-Dalmata区发展起来后，人口增加，在1972年建造新堂。1979年10月1日，Ugo Poletti枢机下令成立供奉方济各会圣人圣若瑟·古白定的新堂区，以老圣马尔谷堂为堂址。该堂最初交给 Friars Minor Conventual,在2001年交给罗马教区神父管理。  
2015年2月14日，教宗方济各将该堂定为领衔堂区，委任若瑟·类思·拉昆萨·马埃斯特罗胡安为枢机司铎。